# 帰ってきた 魔界村
『帰ってきた 魔界村』（かえってきた まかいむら、英題：Ghosts 'n Goblins Resurrection）は、カプコンから発売されたアクションゲーム。Nintendo Switch版が2021年2月25日に発売され、PlayStation 4、Xbox One、PC(Steam)版が同年6月1日に発売された。

## 概要
『魔界村』と『大魔界村』を基に再構成されたリメイク作で、ストーリーや世界観は過去作とは独立したものになっている。シリーズとしては2006年にPlayStation Portableで発売された『極魔界村』以来15年ぶりで、任天堂ハードの新作としては1991年にスーパーファミコンで発売の『超魔界村』以来30年ぶりとなる。単純な操作と高難易度を継承しつつ最新技術を取り入れている。
タイトルは本作が再始動作であることを表し「懐かしくも、新しさを感じられるシリーズの再スタート」を概念にしている。初心に立ち返るという意味で初代のタイトルをそのまま使うことも検討されたがややこしくなるため、過去シリーズに携わった竹内潤と相談した結果、「あいつが帰って来たね」と話題になったことから「帰ってきた」の文字をタイトルに含めた。
序盤の各ゾーンに2つのステージがあり、どちらか片方だけクリアしても先に進めるように構成されている。例えばレッドアリーマーが倒せない理由でレッドアリーマーのいないルートを最優先に進むなどの選択肢が用意されている。

## ゲーム内容

### システム
ゲーム性
前述した通り本作は『魔界村』『大魔界村』をモチーフに製作されており、基本システムは『魔界村』をベースにしつつ『大魔界村』で実装された「魔法」システムや上下への攻撃が可能となっている。その一方で『超魔界村』で可能だった二段ジャンプは実装されていない。また、武器と魔法の使い分けに関しては『極魔界村』の要素が取り入れられており、それぞれ独立したものを設定可能となっている。
難易度
本作では3段階＋αの難易度変更が可能。難易度は高い順から、伝説の騎士、孤高の騎士、若き騎士となっており、孤高の騎士が全体の基準となっている。さらに最低難易度として見習い騎士があるが、こちらは他の難易度と比べて遊べる内容に制限がある。
オービィの木
神木と呼ばれる不思議な樹。各ステージに隠れている妖精オービィを集め、木に戻すことで魔法とスキルをツリー形式で解放できる。反対に魔法とスキルを解除してオービィを戻すこともできる。ステージ中で既に獲得しているオービィは黄色の光を纏ったドルビィに変化し、獲得すると得点を得られる。
魔時計
ゲームのスピードを調整できる。ゲーム速度を速くすることができるほか、見習い騎士と若き騎士のみ速度を遅くできる。
深魔の世界
若き騎士以降の難易度でクリアすると解放される2周目のステージ。敵の種類や仕掛けが変わっている。
二人プレイ
シリーズ初となる要素。1プレイヤー側がメインキャラクターであるアーサー、2プレイヤー側はサポート専用キャラクターである「サンテンジー」を操作することで二人同時プレイが可能。サンテンジーは天から降りてきた3人の老人で、設定上はアーサーの先祖であるとされる。
サンテンジーはそれぞれ、アーサーを敵の攻撃から守る「バリア」、アーサーおよびアイテムを運んで飛ぶことができる「キャリー」、足場を作って補助や攻撃ができる「ブロック」という3人で構成されており、任意に使い分けることができる。サンテンジーはダメージを受けるとしばらく行動できなくなるが不死身であり、自由に宙を浮くことができる。
地獄部屋
黒の宝箱に潜む白い魔物を倒した後、そのステージで特定の条件を満たすと入れる。指定時間を生き延びる、または規定数の敵を撃破するとアイテムが出現する。

### 武器
オービィの木でスキル：武器所持数アップを解禁することで、ストックする形で複数持ち運ぶことが可能になる。
ヤリ
初期装備。一直線上に飛んでいく標準的な性能。2連射まで可能。
聖水
放物線上に投げ、着弾すると炎上して攻撃範囲が広がる。2連射まで可能。
短剣
ヤリより攻撃判定が小さいがスピードと連射性能に優れ、3連射まで可能。
ハンマー
その場で武器を振り下ろす。リーチは非常に短いが威力が高く、空中では飛距離に制限があるものの衝撃波を飛ばすこともできる。
スパイクボール
放物線上に投げ、地面を転がってゆく。スピードは遅いが敵を貫通し、盾で防ぐ敵も正面から倒すことが可能。
円盤
円盤を投げつける。通常は直線上に飛ぶが、斜面に当たると地形に沿って進んでいく。しゃがんだ状態では下降するように投げる。
クロスボウ
斜め上下（左右）に2発の矢を同時に放つ。2連射まで可能。
盾
一直線上に盾を飛ばす。射程に制限があるものの、敵の弾をかき消せる。

### 魔法
オービィの木で解放するごとに複数の魔法を持ち運び、切り替えて使うことができる。同様に魔法の強化を行うこともできる。
過去作品と異なり、黄金の鎧を装着していなくても使用できるが、一度使用すると魔法自体の発動ができなくなるクールタイムが発生する。クールタイムの長さは使用する魔法によって異なる。
サンダーストーム
上下左右に雷を放つ。Lv2は斜めにも雷を発生でき、Lv3はボスを含む画面内全ての敵を攻撃できる。
ファイアウォール
自身の左右に炎を発生させ、アーサーと共に移動する。
ブロックロック
岩に変身して転がる。
ドッペルゲンガー
自身と同じ動きや攻撃をする分身を発生させる。Lv2はもう一人出せる。
ガマ
周囲の敵をカエルに変化させる。カエルは地上で飛び跳ねるだけの敵キャラとなる。
スピード
一時的に移動速度を速くする。
オービィネット
オービィおよびドルビィをまとめて捕獲する。
メデューサ
周囲の敵を石に変える。石化した敵に乗ることもでき、倒すとアイテムが出ることもある。Lv2だと中型の敵にも効く。
トレジャーアイ
宝箱の位置を表示させられる。Lv2だと宝箱を出現させられる。
鎧
鎧を装着でき、すでに着ている場合は黄金の鎧を装備できる。
デッドアリーマー
アリーマーを即死させる見習い騎士専用の魔法。
レッドアリーマー
オービィを全て樹に戻すと使用可能。自身の姿と能力をレッドアリーマーに変化させる。

### スキル
開放すると永続的に発動する能力。
魔法時間短縮
魔法使用時の溜め時間を短縮できる。
復活
死亡時、一定確率で復活できる。
パンツパワー
パンツ状態になった際、最初の攻撃の威力が3倍になる。
武器所持数アップ
所持できる武器の数を増やすことができ、使い分けられる。

### 鎧
特定の条件を満たすことで開放され、ステージセレクト時のメニュー画面で変更できる。
騎士の鎧
デフォルトの状態。
ブキムゲンの鎧
初期から黄金の鎧状態であり、全ての武器を装備している。
マホーディンの鎧
敵や弾に接触しても鎧が破壊されない無敵状態となり、魔法を使用してもクールタイム状態にならない。

## 設定

### ストーリー
国を見渡せる丘の上で休息をとっていたアーサーとプリンセス。だがその直後、城に火の手が上がると共に漂う黒雲が王国を飲み込み、神木であるオービィの木をも枯らしてしまう。更に、憤るアーサーの隙をついて魔界の使者がプリンセスをさらってしまった。アーサーはプリンセスを救うべく、魔界へと駆け出す。

### ステージ
本作のステージはゾーンで区切られており、ゾーン1と2は2つのステージのどちらかをクリアすると次のゾーンへと進める。
ゾーン1A 墓場
前半は無数のゾンビが沸く墓場。後半は伸縮する木の枝の上を渡るウッディピッグの森。ボスは一角獣。
ゾーン1B 処刑場
前半は死神の処刑場。後半はカマイタチが飛び、アーサーの所まで伸びる怪根が巣食う怪根の大滝。ボスはシールダー。
ゾーン2A 氷の町
前半は滑る氷の床を進む氷魔の町。後半は大男が生息し、爆弾樽が存在する大男の塔。ボスはドラゴン。
ゾーン2B 火炎の町
前半は岩亀が飛び跳ね、アリジゴクが潜むアリジゴクの山岳。後半は火狐が飛びかかり、歯車の上を飛び乗る火狐の時計台。ボスはケルベロス。
ゾーン3 魔窟
前半は燭台がステージを照らすが、暗闇でしか見えない敵が巣食うメフィストの魔境。後半は高速で飛行する飛行龍に乗って空中を進むデモンズロックと暴れ飛行龍。ボスはサタン。
ゾーン4 魔城口
前半は足場が上下に動き、目玉を狙うと敵が増える魔界城下の地下迷宮。後半は周囲の壁と天井がうごめく強制スクロールステージ。ボスはベルゼブブ。
ゾーン5 魔界城
今までのボス敵をかいくぐりながら進んでいく。ボスはアスタロトとルシファー。全ての魔玉を集めてルシファーを倒すと真の最終ボス、深魔界大王が登場する。

## 開発
Switchに移植された過去の同社のゲームをプレイしたユーザーが多かったことや2020年で初代から35周年となったことを踏まえ、本作でディレクターを務める藤原得郎から「シンプルだが奥深い"達成感"のある楽しさを、世代を超えて味わっていただけるようなゲームを目指そう」という話があり本作の開発が始まった。
難易度調整のシステムは、安易な低難易度を目指さず全てのプレイヤーが達成感を味わえるようにとの思いで取り入れた。低難易度では、ステージに中継地点の旗が用意されている。